# Károly Gundel
Karl Márton Gundel, detto Károly (Budapest, 23 settembre 1883 – Budapest, 28 novembre 1956), è stato un cuoco, imprenditore, scrittore e filantropo ungherese.
È considerato uno dei più importanti gastronomi ed innovatori della cucina ungherese.

## Biografia
Károly Gundel nasce a Budapest il 23 settembre 1883, terzo di cinque figli del ristoratore ed imprenditore tedesco János Gundel e dell'ungherese Anna Katalin Evelin Kommer. Nel 1907 sposò Margit Blasutigh, con cui ebbe 13 figli e molti nipoti, tra cui Zoltán Latinovits, István Bujtor e Károly Frenreisz. Durante la seconda guerra mondiale perse gran parte del suo patrimonio, nel 1948 divenne cieco e, poco tempo dopo, fu colpito da un cancro che lo portò alla morte nel 1956.

## Carriera
Károly Gundel si avvicinò al mondo della ristorazione grazie a suo padre, il quale fu gestore dell'Hotel István főherceg di Budapest; qui cominciò ad apprendere i rudimenti dell'arte culinaria. Dal 1900 al 1905 approfondì gli studi e le tecniche in varie scuole e ristoranti di Svizzera, Germania, Inghilterra e Francia. Nel 1906 divenne segretario e, due anni dopo, direttore dell'albergo della Wagons-Litz di Tatranská Lomnica, in Slovacchia. Nel 1910 prese in affittò e gestì il ristorante Wampetich dello zoo di Budapest che, dal 1949, anno della nazionalizzazione, venne rinominato in suo onore. Nel periodo fra le due guerre ricoprì diversi ruoli di rilievo nella Corporazione dell'industria alberghiera e di ristorazione; dal 1920 al 1925 gestì inoltre il ristorante dell'Hotel Royal Park e, dal 1927 al 1948, quello dell'Hotel Gellért. Nel frattempo dedicava diverse ore pomeridiane allo studio dei testi ed alla stesura di libri di cucina.

## Stile
Lo stile di Károly Gundel rispecchiava i viaggi di studio da lui svolti in età giovanile e, in particolare, le esperienze che ebbe con la cucina francese. Gundel rinnovò la cucina ungherese tradizionale, rivisitandola in ottica più moderna ed internazionale. Nelle sue ricette hanno ruolo fondamentale gli ingredienti genuini ungheresi (in particolare la paprica, lo strutto e i peperoni), ma adeguati al gusto internazionale che traspariva dalle scelte dei piatti scelti dai turisti che transitavano nei suoi ristoranti. Inoltre il continuo studio delle novità in campo gastronomico lo portava ad essere costantemente aggiornato sulle nuove tecniche e tecnologie del campo gastronomico. Fra le ricette più celebri la palacinta "alla Gundel" e la zuppa Palóc.

## Opere
- La cucina ungherese (1934)
- Il piccolo libro della cucina ungherese
- Lo sviluppo della cucina e al letteratura culinaria ungherese fino alla fine del secolo XVIII
- Ospitare, essere ospiti
- L'arte dell'ospitalità
- Il mestiere della ristorazione